# Église Saint-Hilaire de Saint-Hilaire-de-Beauvoir
L'église Saint-Hilaire est une église d'origine romane située à Saint-Hilaire-de-Beauvoir dans le département français de l'Hérault en région Occitanie.

## Historique
La partie romane de l'église fut construite au XIIe siècle.
L'église ne fait l'objet ni d'un classement ni d'une inscription au titre des monuments historiques.

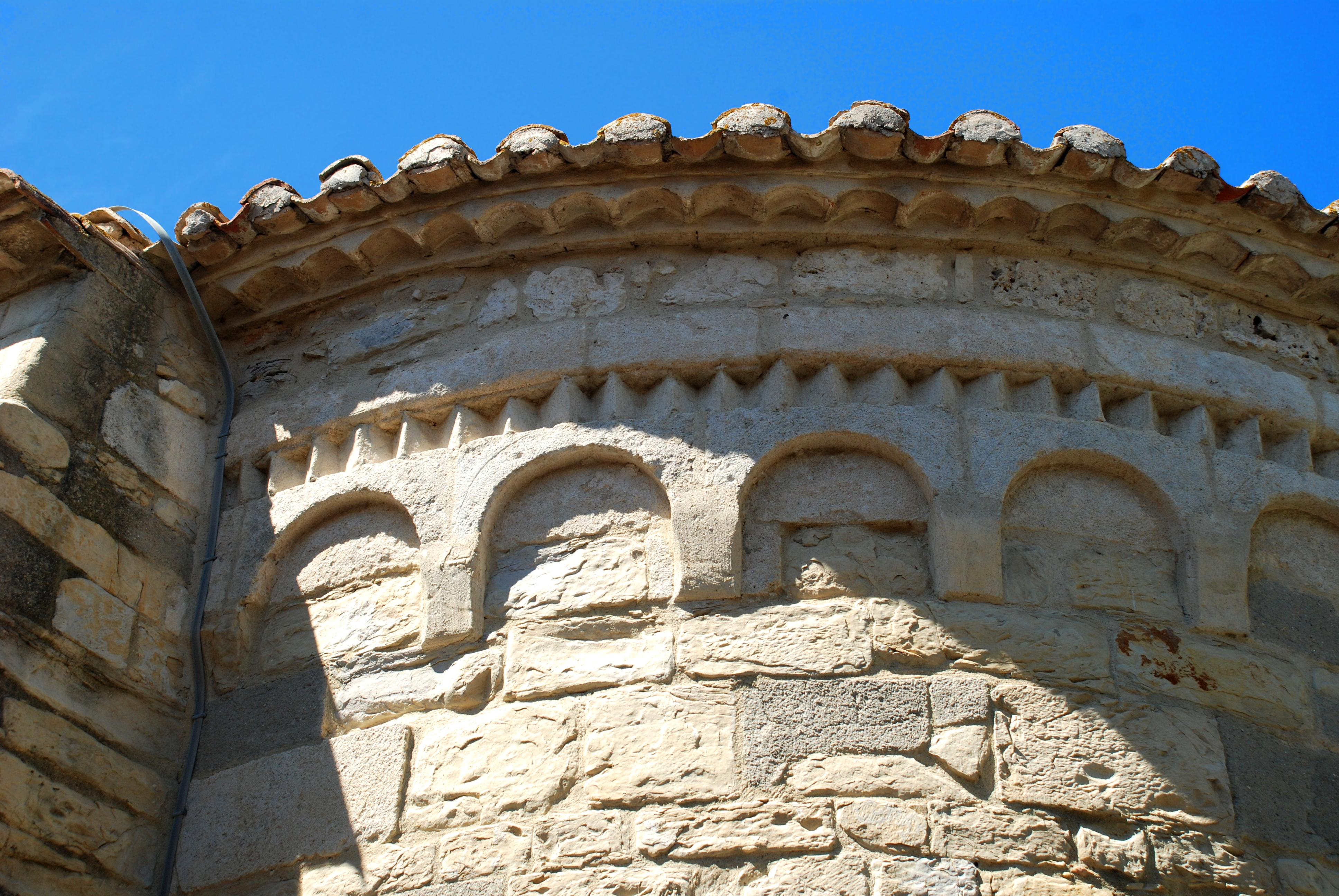
Arcades et frise de dents d'engrenage du chevet.

## Architecture

### Le chevet roman
L'église possède un chevet roman de petites dimensions composé d'une abside semi-circulaire unique édifiée en pierre de taille assemblée en appareil irrégulier et couverte de tuiles.
Reposant sur un soubassement d'une hauteur de quatre assises de pierre, ce chevet est constitué d'une abside unique percée d'une fenêtre axiale à double ébrasement ornée d'un arc torique (boudin).
Sous la corniche, l'abside présente une décoration consistant en arcatures lombardes sans lésènes surmontées d'une frise de dents d'engrenage.

### La façade méridionale
La façade méridionale présente une maçonnerie très irrégulière. Elle est percée d'une porte  cintrée de style classique surmontée d'une marquise et de deux fenêtres cintrées, respectivement à simple et double ébrasement, placées à des hauteurs différentes.

### Le clocher de style classique
L'église est surmontée d'un clocher octogonal de style classique.
Chacune des quatre faces principales du clocher est percée d'une baie campanaire à abat-son, encadrée de bossages plats à refends se terminant en chaînages d'angle.
Le dernier niveau, séparé du précédent par un fort cordon de pierre, est orné d'horloges et surmonté d'une flèche en fer forgé.

Église Saint-Hilaire
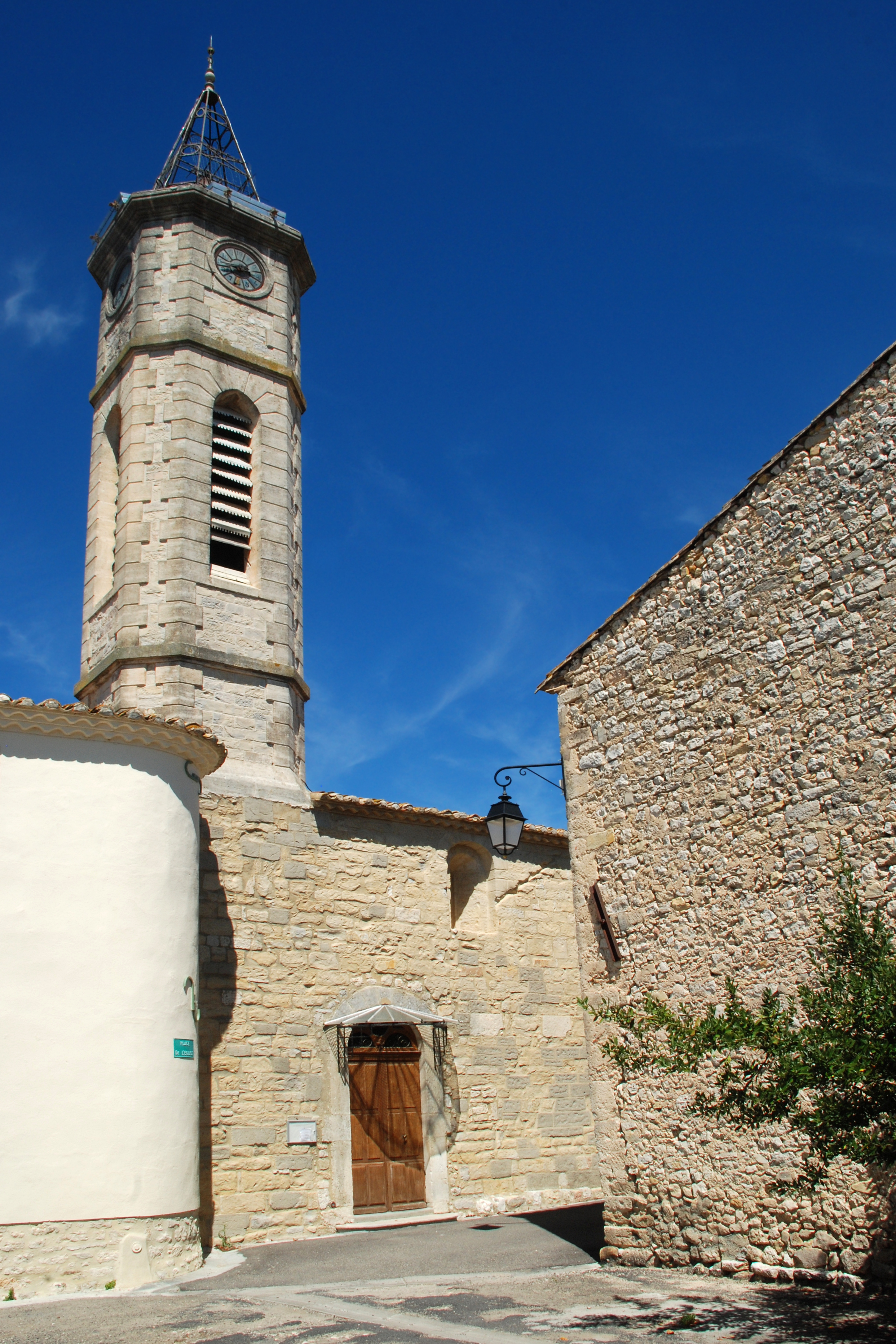
Le clocher et la façade méridionale.
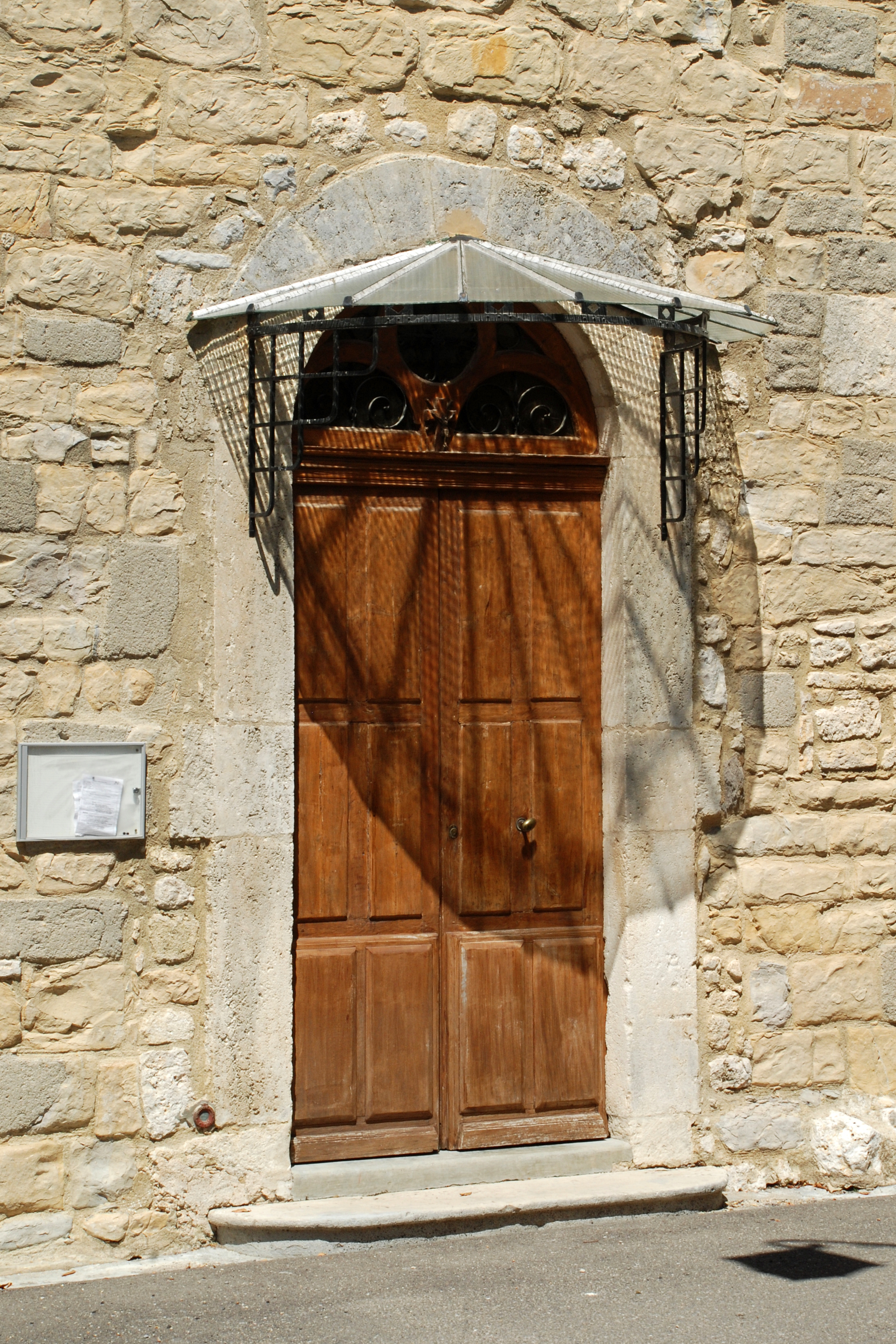
La porte.
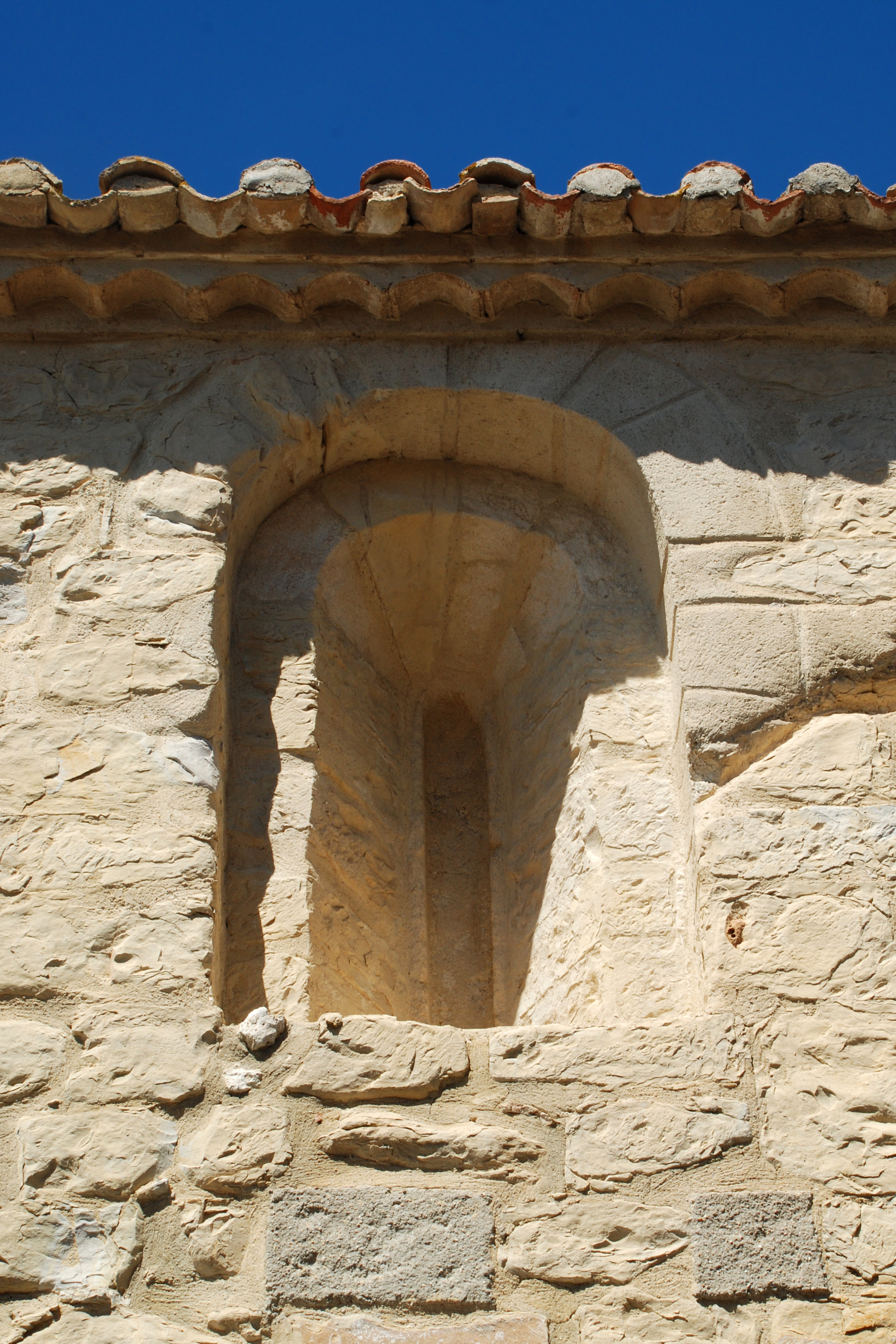
La fenêtre de la façade méridionale.